# عبدالحق آیت العریف
عبدالحق آیت العریف ( زادهٔ ۱ اکتبر ۱۹۸۳) یک بازیکن فوتبال اهل مراکش است.
از باشگاه‌هایی که در آن بازی کرده‌است می‌توان به باشگاه ورزشی الغرافه، باشگاه فوتبال الوداد کازابلانکا، باشگاه فوتبال الرجا، باشگاه فوتبال صفاقسی، باشگاه فوتبال الاهلی عربستان سعودی و عجمان اشاره کرد.